# Pseudemoia spenceri
Pseudemoia spenceri är en ödleart som beskrevs av  Lucas och FROST 1894. Pseudemoia spenceri ingår i släktet Pseudemoia och familjen skinkar. Inga underarter finns listade i Catalogue of Life.